# WOMEX
WOMEX (WOrld Music EXpo) är världens största mässa för folk- och världsmusik. Den startade år 1994. 

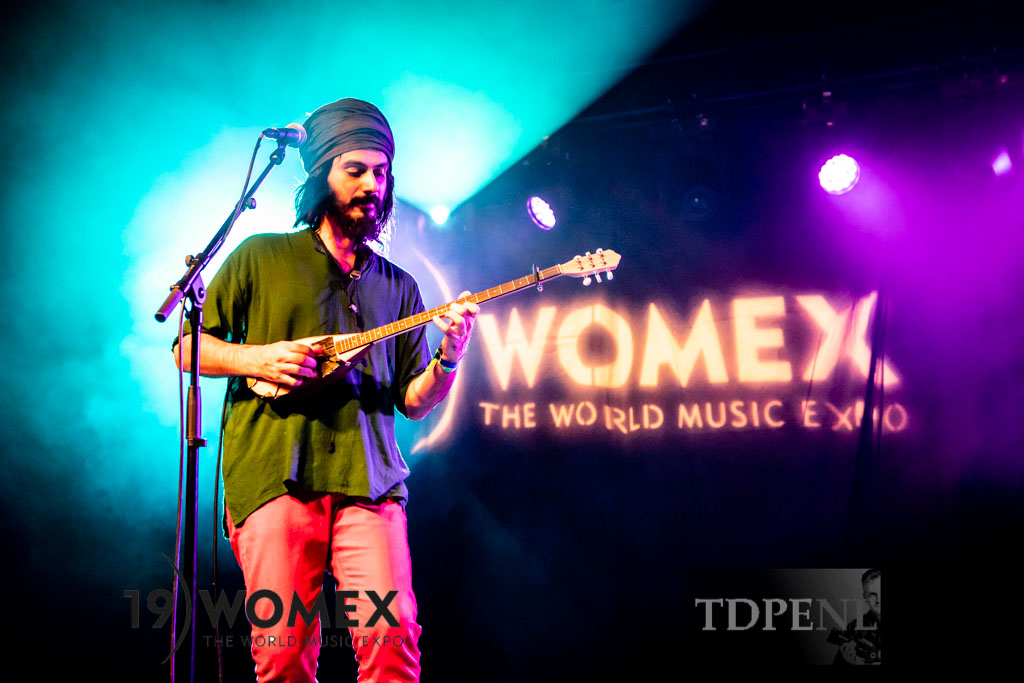
Världsmusik på WOMEX 2019 i Tammerfors.

2021 kommer WOMEX att hållas i Porto i Portugal. 
Tidigare platser för WOMEX har varit: Berlin (1994, 1999, 2000), Bryssel (1995), Marseille (1997), Stockholm (1998), Rotterdam (2001), Essen (2002, 2004), Newcastle upon Tyne (2005), Sevilla (2003, 2006, 2007, 2008), Köpenhamn (2009, 2010, 2011), Thessaloniki (2012), Cardiff (2013), Santiago (2014, 2016), Budapest (2015, 2020 [digital]), Katowice (2017), Las Palmas (2108) och  Tammerfors (2019).

## Priser
I samband med mässan utdelas WOMEX Awards. Priset, som har utdelats sedan 1999, består av en kopia av en modergudinna från yngre stenåldern och delas ut till musiker och grupper. inom världsmusiken. Sedan 2008 belönas också skivbolag.
Exempel på musiker som har belönats är: Nusrat Fateh Ali Khan, Dzjivan Gasparjan, Kronos Quartet, Cheikh Lô, 
Los Van Van, Mariza, Hugh Masekela, Dzjivan Gasparjan och Värttinä.